# Euproctis ochropleura
Euproctis ochropleura är en fjärilsart som beskrevs av Collenette 1932. Euproctis ochropleura ingår i släktet Euproctis och familjen tofsspinnare. Inga underarter finns listade i Catalogue of Life.